# Sander Rang
Paul Charles Léonard Alexandre Rang des Adrets, dit Sander Rang, est un malacologiste et naturaliste français né en 1793 et mort en 1844. Il est, en 1816, l'un des survivants du naufrage de la frégate La Méduse, au bord de laquelle il était enseigne de vaisseau.

## Biographie
Sander Rang est né dans une famille d'ancienne bourgeoisie protestante originaire du Vivarais, issue d'Alexandre Rang des Adrets (1722-1792), pasteur, bourgeois de Crest, dans la Drôme.
Son père, Jean-Alexandre Rang des Adrets (1757-1824), pasteur, s'est exilé à Utrecht, puis il s'est établi à La Rochelle. Sander Rang est né à Utrecht (Pays-Bas) en 1793. Il passe une bonne partie de sa vie à La Rochelle, où il publie ses observations zoologiques notamment dans les bulletins de la Société des sciences naturelles de la Charente-Inférieure. Promu au grade de capitaine de corvette, il est capitaine du port d'Alger en 1834. Il est nommé administrateur de Mayotte en 1842. Il meurt à Mayotte en 1844.

## Publications
- Atlas des mollusques composé de 51 planches représentant la plupart des mollusques nus et des coquilles décrits dans le Manuel d’histoire naturelle, Paris, Éd. Roret, [1843], 16 p., in-16 (lire en ligne [PDF]). — Les 51 pl. sont regroupées à la suite du texte.
- « Description d’un genre nouveau de la classe des Ptéropodes et de deux espèces nouvelles du genre Clio », Annales des sciences naturelles, Paris, Éd. Béchet jeune, vol. 5,‎ 1825, p. 283-287 (lire en ligne [PDF], consulté le 18 octobre 2016).
- « Description d’une espèce d’Hyale à l’état fossile », Mémoires de la Société d’histoire naturelle de Paris, Paris, Éd. Baudouin frères, vol. 3,‎ 1827, p. 382-383 (lire en ligne [PDF]).
- « Description de cinq espèces de coquilles fossiles appartenant à la classe des Ptéropodes », Annales des sciences naturelles, Paris, Éd. Crochard, vol. 16,‎ 1829, p. 492-499 (lire en ligne [PDF]).
- « Description de deux genres nouveaux (Cuvieria et Euribia), appartenant à la classe des Ptéropodes », Annales des sciences naturelles, Paris, Éd. Crochard, vol. 12,‎ 1827, p. 320-329 (lire en ligne [PDF]).
- Description de trois genres nouveaux de coquilles fossiles du terrain tertiaire de Bordeaux, savoir : Spiricella, Gratelupia et Jouannetia  (avec la collab. de Charles Des Moulins), Bordeaux, Impr. de R. Laguillotière, 1828, 31 p., in-8° (lire en ligne [PDF]). — Extrait du Bulletin d’histoire naturelle de la Société linnéenne de Bordeaux, tome 2, 6e livraison, 23 décembre 1828.
- « Description des coquilles terrestres recueillies pendant un voyage à la côte occidentale d’Afrique, et au Brésil », Annales des sciences naturelles, Paris, Éd. Crochard, vol. 24,‎ 1831, p. 5-63 (lire en ligne [PDF]).
- Dictionnaire pittoresque d’histoire naturelle et des phénomènes de la nature, contenant l’histoire des animaux, des végétaux, des minéraux…  (publié sous la dir. de Félix Édouard Guérin-Méneville), Paris, au Bureau de souscription, 1833-1839, 12 vol. grd in-8° (lire en ligne [PDF]). — Les planches occupent trois vol. Sander Rang a fourni plusieurs contributions à ce dictionnaire. Elles sont signées de l’initiale R.
- « Documents pour servir à l’histoire naturelle des Céphalopodes cryptodibranches », Magasin de zoologie, Paris, Éd. Lequien fils, vol. 7,‎ 1837, p. 5-77 (lire en ligne [PDF], consulté le 19 octobre 2016).
- « Établissement de la famille des Béroïdes dans l’ordre des Acalèphes libres, et description de deux genres nouveaux qui lui appartiennent », Mémoires de la Société d’histoire naturelle de Paris, Paris, Éd. Baudouin frères, vol. 4,‎ 1828, p. 166-173 (lire en ligne [PDF]).
- Fondation de la Régence d’Alger : histoire des Barberousse, chronique arabe du XVIe siècle…  (avec la collab. de Ferdinand Denis), Paris, J. Angé, 1837, 2 vol. in-8° (lire en ligne [PDF]). — Rééd. : Id., Tunis, Bouslama, 1984 ; Fondation de la régence d’Alger : histoire des frères Barberousse, Alger, Éd. Grand-Alger-Livres, 2006.
- Histoire naturelle des Aplysiens, première famille de l’ordre des Tectibranches, Paris, Impr. de Firmin Didot, 1828, VII-84 p., in-f° (présentation en ligne, lire en ligne [PDF]).
- Histoire naturelle des mollusques ptéropodes : monographie comprenant la description de toutes les espèces de ce groupe de mollusques  (avec la collab. de Louis François Auguste Souleyet), Paris, Éd. J.-B. Baillière, 1852, IV-88 p., grd in-4° (lire en ligne [PDF]).
- Magasin de zoologie  (publié par Félix Édouard Guérin-Méneville), Paris, Éd. Lequien puis Arthus Bertrand, 1831-1845, in-8° (lire en ligne [PDF]). — Nombreuses contributions de Sander Rang dans ce périodique qui devient, en 1839 : Magasin de zoologie, d’anatomie comparée et de palæontologie (lire en ligne [PDF]).
- Manuel de l’histoire naturelle des mollusques et de leurs coquilles…, Paris, Éd. Roret, 1829, IV-390 p., in-18 (lire en ligne [PDF]).
- Mémoire sur le genre Éthérie et description de son animal  (avec la collab. de Caillaud), 1834, 16 p. (lire en ligne [PDF]). — Extrait des Nouvelles Annales du Muséum d’histoire naturelle, t. 3, p. 128 et suivantes.
- Mémoire sur le genre Gnatodon et description de son animal, Paris, Impr. de Jules Didot l’aîné, [1834], 13 p., in-8° (lire en ligne [PDF]). — Extrait des Nouvelles Annales du Muséum d’histoire naturelle, tome 3, p. 217 et suivantes.
- « Mémoire sur quelques Acéphales d’eau douce du Sénégal, pour servir à la malacologie de l’Afrique occidentale », Nouvelles annales du Muséum d’histoire naturelle, Paris, Libr. encyclopédique de Roret, vol. 4,‎ 1835, p. 297-320 (lire en ligne [PDF], consulté le 18 octobre 2016).
- « Note sur le Ropan d’Adanson et quelques autres observations sur les mollusques », Annales des sciences naturelles, Paris, Éd. Crochard, vol. 21,‎ 1830, p. 352 (chiffrée par erreur 351) (lire en ligne [PDF]).
- « Notice sur la Galathée, genre de mollusque acéphale de la famille des Conchacées », Annales des sciences naturelles, Paris, Éd. Crochard, vol. 25,‎ 1832, p. 152-164 (lire en ligne [PDF]).
- « Notice sur le Litiope, nouveau genre de mollusque gastéropode », Annales des sciences naturelles, Paris, Éd. Crochard, vol. 16,‎ 1829, p. 303-307 (lire en ligne [PDF]).
- « Notice sur quelques mollusques nouveaux appartenant au genre Cléodore, et établissement et monographie du sous-genre Creseis », Annales des sciences naturelles, Paris, Éd. Crochard, vol. 13,‎ 1828, p. 302-319 (lire en ligne [PDF]).
- « Observations de M. Rang sur une espèce nouvelle de Carinaire », Annales des sciences naturelles, Paris, Éd. Crochard, vol. 16,‎ 1829, p. 136-140 (lire en ligne [PDF]).
- « Observations sur le genre Atlante », Mémoires de la Société d’histoire naturelle de Paris, Paris, Éd. Baudouin frères, vol. 3,‎ 1827, p. 372-381 (lire en ligne [PDF]).
- Port d’Alger : projet Rang, du 5 avril 1840, Paris, Impr. de H. Fournier, 1842, 8 p., in-4°. (Voir plus bas : Projets divers pour le port d'Alger.)
- « Précis analytique de l’histoire d’Alger sous l’occupation turque », dans Ministère de la Guerre, Tableau de la situation des établissements français dans l’Algérie en 1841, Paris, Impr. royale, décembre 1842, 445 p., in-4° (lire en ligne [PDF]), p. 415-440.
- Sander Rang, Victor Poirel, Antoine Dominique Raffeneau de Lile et al., Projets divers pour le port d’Alger, [1842], 1 feuille 86,5 x 71,5 cm (lire en ligne [PDF]). — Cette feuille regroupe 9 plans différents dont celui de Sander Rang.
- Voyage au Sénégal ; Naufrage de La Méduse  (ill. Philippe Ledoux), Paris, Éd. E.P.I., 1946, 121 p., in-8°. — Repris dans les recueils suivants : Relation complète du naufrage de la frégate La Méduse, faisant partie de l’expédition du Sénégal en 1816, Paris, Éd. J. de Bonnot, 1968, 419 p., in-8° ; Les Naufragés : témoignages vécus, XVIIe – XXe siècle  (présentation Dominique Le Brun), Paris, Éd. Omnibus, 2014, 906 p., in-8° (ISBN 978-2-258-10649-9).